# Iujno-Pletnevo
Iujno-Pletnevo (en rus: Южно-Плетнево) és un poble de l'óblast de Tiumén, a Rússia, que en el cens del 2010 tenia 360 habitants.